# Die Hoffnung stirbt zuletzt
Die Hoffnung stirbt zuletzt ist eine Produktion der tv60film für den NDR unter der Regie von Marc Rothemund nach einem Buch von Fred Breinersdorfer aus dem Jahr 2002.

## Inhalt
Die Polizeibeamtin Corinna Safranski beginnt auf einem Hamburger Polizeirevier ihre Berufskarriere als Streifenpolizistin. Durch den beruflichen Stress zerbricht die Beziehung zu ihrem Freund.
Ihr Chef, der Revierleiter Eddy Garbitsch, macht bei Corinna massive Annäherungsversuche; er möchte, wie sich herausstellt, offenbar mit jeder ihm unterstellten Beamtin mindestens einmal intim werden – wie ein Gockel. Eine Kollegin Corinnas erzählt ihr nämlich hierzu, er wolle das bei jeder Kollegin; sie selbst habe „eben einmal die Beine breit gemacht“ und er sei dann zufrieden gewesen. Corinna jedoch weist die Annäherungsversuche zurück, einmal auch mit einer Ohrfeige. Verärgert über diese Abfuhr beginnt Garbitsch eine Mobbing-Kampagne, der sich aus Korpsgeist ein Teil der Kollegen anschließt. Corinna kämpft gegen Ausgrenzungen, Verunglimpfungen und Schikanen, doch der Psychoterror geht weiter, bis Corinna am Boden ist, psychisch und physisch am Ende; außerdem soll sie aus dem Dienstverhältnis entlassen werden. Aus Verzweiflung über die bereits durchlebte Hölle im Dienst und die nun anstehende Entlassung erschießt sich Corinna mit ihrer Dienstwaffe im Waschraum ihrer Unterkunft.
Der Film zeigt mit dem Mobbing im Betrieb und hier insbesondere mit der Stellung einer Frau in einer Männerdomäne ein Problem unserer Zeit auf. Obwohl der Film fiktiven Charakter besitzt, beruht er auf zum Teil tatsächlichen Begebenheiten.

## Kritiken
„In der Hauptrolle intensiv gespieltes (Fernseh-)Drama um Psychoterror am Arbeitsplatz, der das Leben zur Qual macht und dem nicht nur Frauen ausgesetzt sind.“

## Auszeichnungen
20023sat-Zuschauerpreis
Sonderpreise beim Fernsehfilmpreis der Deutschen Akademie der Darstellenden Künste für Axel Prahl und Anneke Kim Sarnau
Deutscher Fernsehpreis in der Kategorie Beste Hauptdarstellerin
2003Goldene Kamera als Bester deutscher Fernsehfilm
Adolf-Grimme-Preis mit Gold für  Fred Breinersdorfer, Marc Rothemund, Anneke Kim Sarnau und Axel Prahl
ver.di-Fernsehpreis Drehbuchpreis
Bayerischer Fernsehpreis in der Kategorie Beste Hauptdarstellerin